# 名古屋市立西城小学校
名古屋市立西城小学校（なごやしりつ にししろしょうがっこう）は、名古屋市守山区西城二丁目の公立小学校。

## 歴史

### 沿革
- 1983年（昭和58年）4月 - 名古屋市立西城小学校として創立[WEB 1]。
- 1987年（昭和62年）3月 - 開校5周年記念誌発行[WEB 1]。

## 通学区域
所管する名古屋市教育委員会は、2019年（令和元年）9月1日現在、守山区のうち、西城二丁目・村合町・村前町の全域および大牧町・大屋敷・小幡中二丁目・小幡中三丁目・永森町・西城一丁目の各一部を通学区域として指定している。
また、卒業後の進学先は名古屋市立守山中学校となっている。

### WEB
1. 1 2  “沿革” (PDF).   名古屋市立西城小学校. 2020年8月9日閲覧。
2. ↑  名古屋市教育委員会事務局総務部教育環境計画室計画係 (2019年9月1日). “名古屋市立小・中学校の通学区域一覧（守山区）” (PDF).   名古屋市. 2020年8月9日閲覧。
3. ↑  名古屋市教育委員会事務局総務部教育環境計画室計画係 (2018年4月1日). “名古屋市立中学校区一覧（小→中）” (PDF).   名古屋市. 2020年8月9日閲覧。